# Louis Fouché
Louis Fouché (ur. 21 marca 1970) – południowoafrykański lekkoatleta, który specjalizował się w rzucie oszczepem.
Największym sukcesem zawodnika było zdobycie złotego medalu podczas uniwersjady, która w 1993 roku odbyła się w amerykańskim mieście Buffalo. Medalista igrzysk afrykańskich (1995) oraz mistrzostw Afryki w lekkoatletyce (1993, 1996).
Rekord życiowy: 79,64 (18 lipca 1993, Buffalo).